# 필리스 나지
필리스 나지(영어: Phyllis Nagy, 1962년 11월 7일 ~ )는 미국의 영화 감독, 연극 감독, 영화 각본가, 극작가이다. 퍼트리샤 하이스미스의 소설을 각색한 영화 《캐롤》(2015)로 2015년 아카데미상 각색상 후보에 올랐다.

## 작품 목록

### 연출
- 해리스 부인 (2005)
- 콜 제인 (2022)

### 각본
- 해리스 부인 (2005)
- 캐롤(2015)
- 콜 제인 (2022)